# Nordwestanatolische Eidechse
Die Nordwestanatolische Eidechse (Anatololacerta anatolica) gehört zu den Echten Eidechsen.

## Merkmale
Die Nordwestanatolische Eidechse ist eine kräftig gebaute und mittelgroße Eidechse. Sie erreicht eine Gesamtlänge bis ungefähr 24 Zentimeter. Der Kopf ist schmal. Die kleinen Rückenschuppen sind nicht gekielt. Die Oberseite ist bräunlich oder bräunlich-grau gefärbt. Die Flanken erscheinen dunkler als der Rücken, da sie dunkelbraune, zum Teil ähnlich einem Netzmuster miteinander verschmelzende Flecken aufweisen. Helle Flecken mit dunklem Rand können hin und wieder auf Rücken und Flanken vorhanden sein. Die Unterseite ist weißlich gefärbt und blass. Bei adulten Exemplaren ist die Kehle kräftig orange bis ziegelrot oder weißlich gefärbt. Die Kehlen von Jungtieren dagegen sind weißlich. Die Schwänze der Jungtiere sind türkisblau.

## Vorkommen
Die Art kommt von Seehöhe bis in Höhenlagen von 1700 Meter NN vor. Sie besiedelt bevorzugt felsige und gut bewachsene Lebensräume. Die Nordwestanatolische Eidechse ist auch im Umfeld des Menschen wie in Gärten, Dörfern und Ruinen anzutreffen.

## Lebensweise
Über die Lebensweise der Nordwestanatolischen Eidechse gibt es kaum Informationen. Die Weibchen legen im Sommer ein aus 3 bis 8 Eiern bestehendes Gelege ab.

## Systematik
Es werden zwei Unterarten unterschieden:
- Anatololacerta anatolica ssp. aegaea besitzt auf beiden Seiten einen hellen, breiten Längsstreifen, der vom Kopf entlang des Rumpfes an der Abgrenzung zwischen Flanken und Rücken bis hin zum Schwanz verläuft. Der Streifen kann Unterbrechungen aufweisen. Diese Unterart kommt auf der Dilek-Halbinsel in der Türkei sowie auf der griechischen Insel Samos vor.

- Anatololacerta anatolica ssp. anatolica ist die Nominatform. Der Längsstreifen besteht bei ihr nur aus tropfenförmigen Flecken. Sie ist in der nördlichen Ägäis-Region in der Nordwest-Türkei anzutreffen.

## Gefährdung und Schutz
Die Art wird von der IUCN als nicht gefährdet (Least Concern) eingestuft.

## Belege